# Frascati

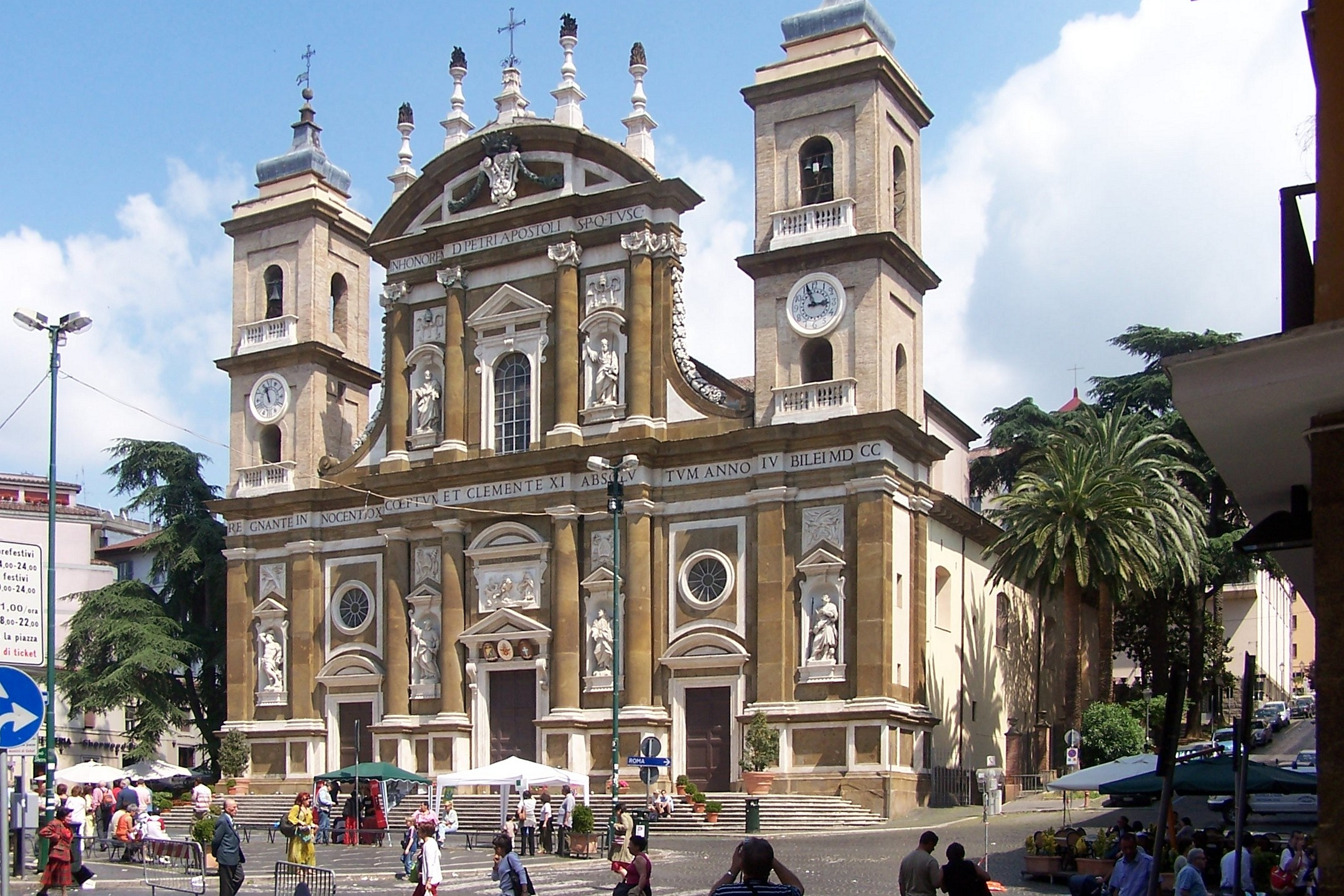
Kathedrale San Pietro Apostolo

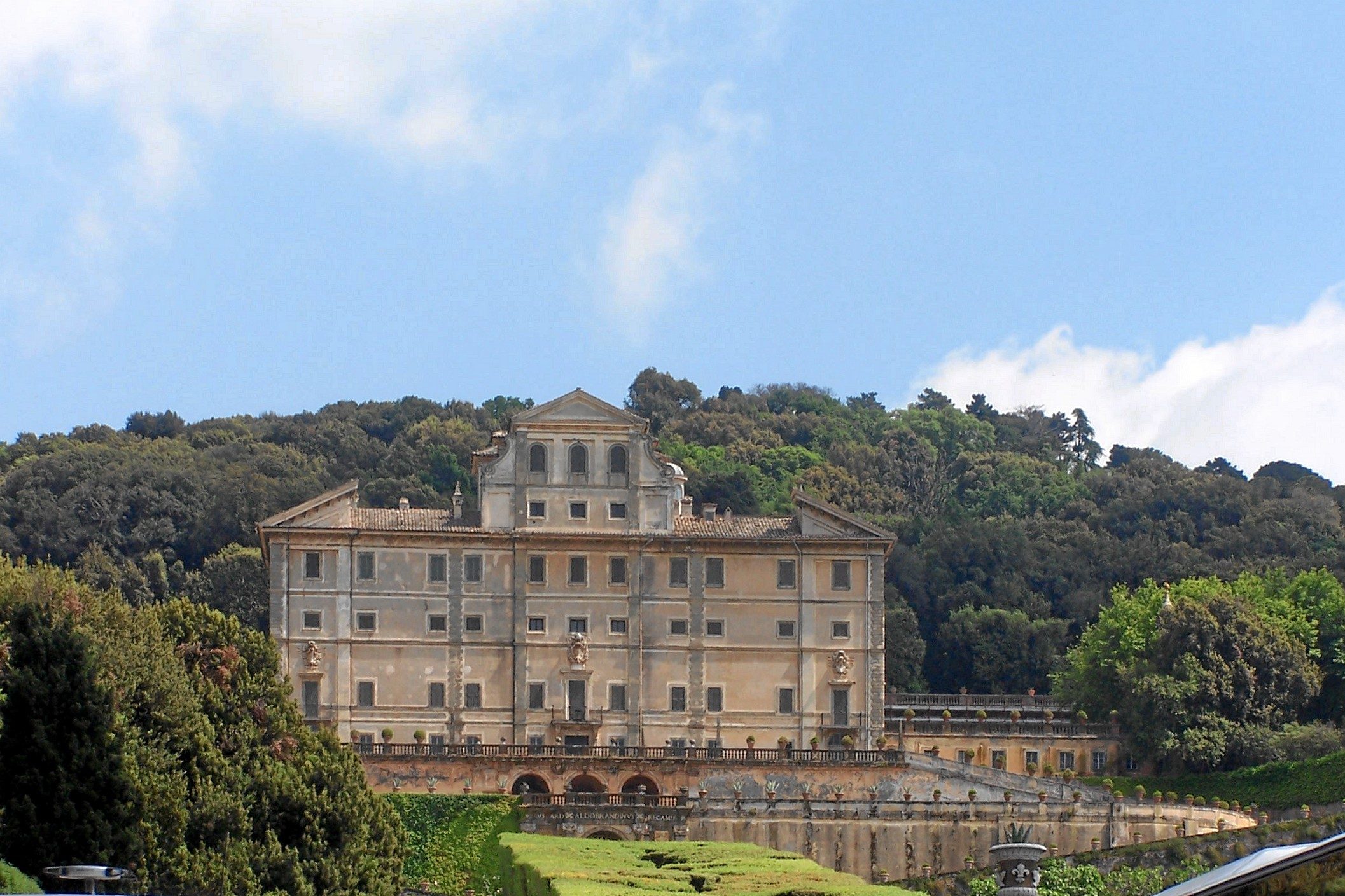
Villa Aldobrandini

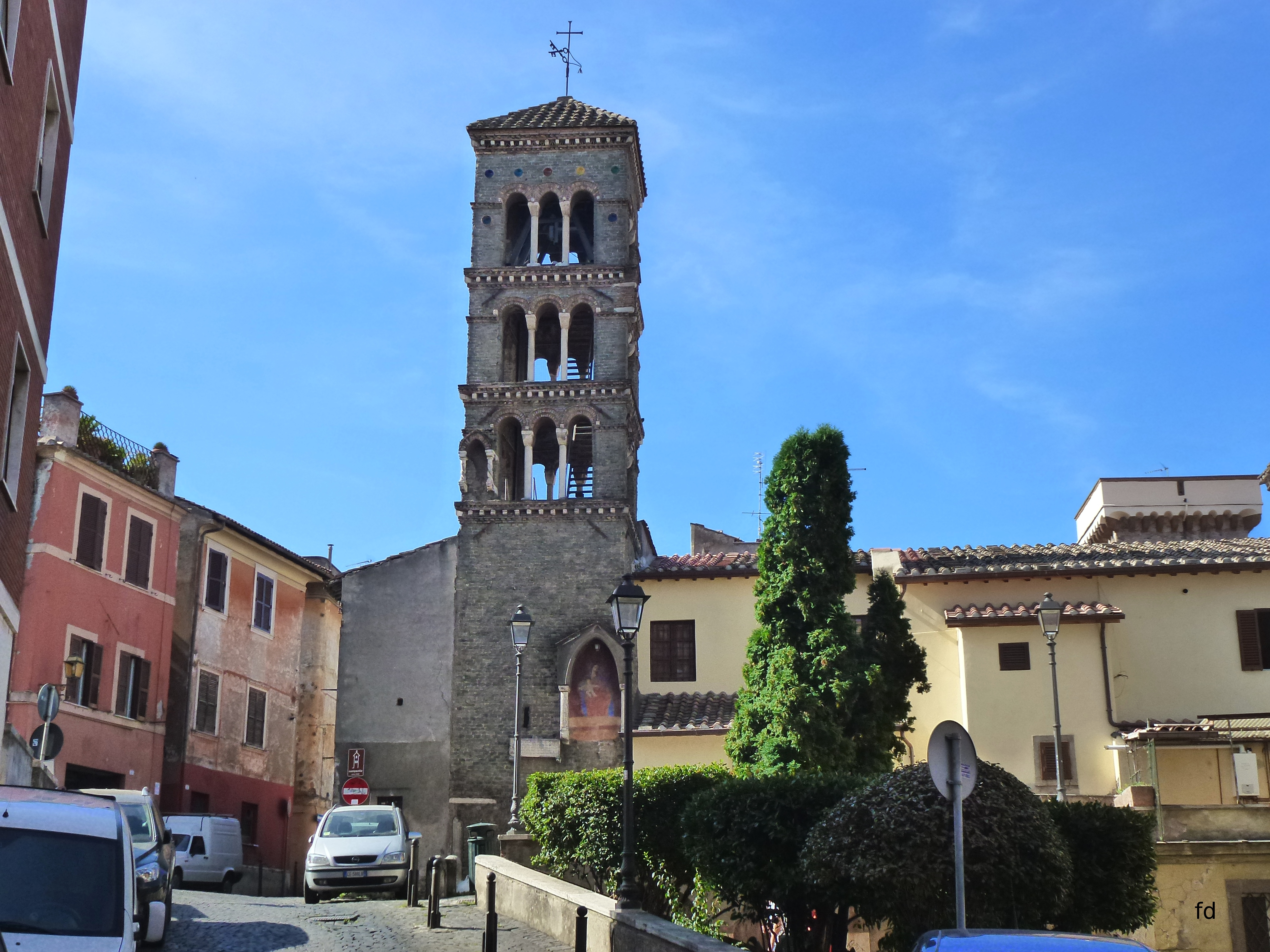
Glockenturm von 1305

Frascati ist eine italienische Gemeinde in der Metropolitanstadt Rom in der Region Latium mit 22.805 Einwohnern (Stand 31. Dezember 2023). Sie liegt 21 Kilometer südöstlich von Rom. Sie ist Sitz des suburbikarischen Bistums Frascati.

## Geographie
Frascati liegt in den Albaner Bergen und gehört zu den Gemeinden der Castelli Romani. Es ist Mitglied der Comunità Montana dei Castelli Romani e Prenestini.
Die Gemeinde besteht aus folgenden Fraktionen: Cisternole, Cocciano, Pantano Secco, Prataporci, Villa Muti, Selvotta, Vermicino.

## Geschichte
Seit der Antike wurden hier römische Patrizier-Villen erbaut; beliebt war Frascati vor allem als Sommeraufenthalt der Römer. In der Nähe befinden sich die Ruinen der römischen Villenstadt Tusculum.
Auch in der Renaissance- und Barockzeit errichteten sich reiche Familien aus Rom große Landvillen in und um Frascati, die sogenannten ville tuscolane (oder Tusculaner Villen, siehe Abschnitt unten). Die sehenswerten Bauten, meist aus dem 16. und 17. Jahrhundert, beherbergen wertvolle Kunstschätze (u. a. Fresken). Als die bekannteste gilt die Villa Aldobrandini, die 1598 bis 1603 von Giacomo della Porta für Papst Clemens VIII. aus dem Hause Aldobrandini erbaut wurde, als Geschenk für dessen Neffen Kardinal Pietro Aldobrandini, der eine der damals bekanntesten Kunstsammlungen besaß; die Fertigstellung erfolgte unter dem Baumeister Carlo Maderno. Daneben sollte man die Villa Falconieri und die Villa Mondragone gesehen haben; die vierte der großen Renaissancevillen, die Villa Torlonia, wurde 1943 bei einem Luftangriff zerstört und nach dem Krieg wieder aufgebaut; doch ist der Park zu besichtigen. 
Am 8. September 1943 griffen 130 US-Langstreckenbomber die Stadt an. Es gab mindestens 1000 Opfer unter der Zivilbevölkerung und 100 Gefallene aus dem Hauptquartier der Luftflotte 2 des Generalfeldmarschalls Albert Kesselring, das sich in Frascati befand.
Am 15. Juli 2012 las Papst Benedikt XVI. eine Messe auf der Piazza San Pietro. Er folgte einer Einladung des Bischofs Raffaello Martinelli.
Heute ist der Ort bei Touristen und Einheimischen wegen der Nähe Roms, aber auch wegen der Schönheit der Landschaft, des Weins (der in die ganze Welt exportiert wird; bekannt ist vor allem der Weißwein, der im Hauptartikel Frascati (Wein) beschrieben wird) und der gesunden Luft sehr beliebt.

## Bevölkerungsentwicklung
| Jahr      | 1871  | 1901  | 1921   | 1951   | 1971   | 1991   | 2001   | 2011   |
| --------- | ----- | ----- | ------ | ------ | ------ | ------ | ------ | ------ |
| Einwohner | 5.952 | 8.453 | 10.642 | 13.102 | 18.025 | 20.123 | 19.314 | 20.754 |

## Politik

### Bürgermeister
Roberto Mastrosanti (Lista Civica: Prima Frascati) wurde am 11. Juni 2017 als Bürgermeister gewählt und übte ab dem 27. Juni desselben Jahres das Amt aus.

### Stadtpartnerschaften
- Bonner Stadtbezirk Bad Godesberg, Deutschland
- Windsor and Maidenhead, Vereinigtes Königreich
- Saint-Cloud, Frankreich
- Kortrijk, Belgien

Diese Städte sowie Frascati führen eine Ringpartnerschaft.

## Söhne und Töchter der Stadt
- Ludovico Micara (1775–1847), Kardinal der römisch-katholischen Kirche
- Maffeo Pantaleoni (1857–1924), Politiker
- Maria Teresa Casini (1864–1937), Nonne
- Aurelio Galli (1866–1929), Kurienkardinal
- Clemente Micara (1879–1965), vatikanischer Diplomat und Kurienkardinal
- Amedeo Amadei (1921–2013), Fußballspieler und -trainer
- Silvio Amadio (1926–1995), Filmregisseur
- Giovanni Buttarelli (1957–2019), Europäischer Datenschutzbeauftragter
- Luigi Apolloni (* 1967), Fußballspieler und -trainer
- Andrea Cupi (* 1976), Fußballspieler
- Ilaria Salvatori (* 1979), Florettfechterin; Olympiasiegerin
- Marco Amelia (* 1982), Fußballtorhüter
- Michel Fabrizio (* 1984), Motorradrennfahrer
- Francesca Lollobrigida (* 1991), Speedskaterin
- Marco Lodadio (* 1992), Kunstturner

## Wirtschaft und Verkehr
Von wirtschaftlicher Bedeutung ist in Frascati unter anderem der Weinbau. Der wichtigste und bekannteste Wein ist der DOC-Wein Frascati Bianco. Weiterhin kommen aus diesem Anbaugebiet zwei Weine mit einer „kontrollierten und garantierten Herkunftsbezeichnung“ (Denominazione di Origine Controllata e Garantita (DOCG)) – nämlich der Cannellino di Frascati sowie der Frascati Superiore.
Im Eisenbahnverkehr ist Frascati über die Bahnstrecke Rom–Frascati angebunden. Diese Strecke war die erste im seinerzeit unter der Herrschaft des Papstes stehenden Kirchenstaat. Sie wurde am 14. Juni 1856 eröffnet und begann in Rom an einem Bahnhof bei der Porta Maggiore, von wo aus sie sich die Berge hinaufwindet. Die Strecke wird heute von Regionalzügen bedient, die im Bahnhof Roma Termini beginnen und unterwegs nur zwei Mal halten.

## Wissenschaft und Forschung

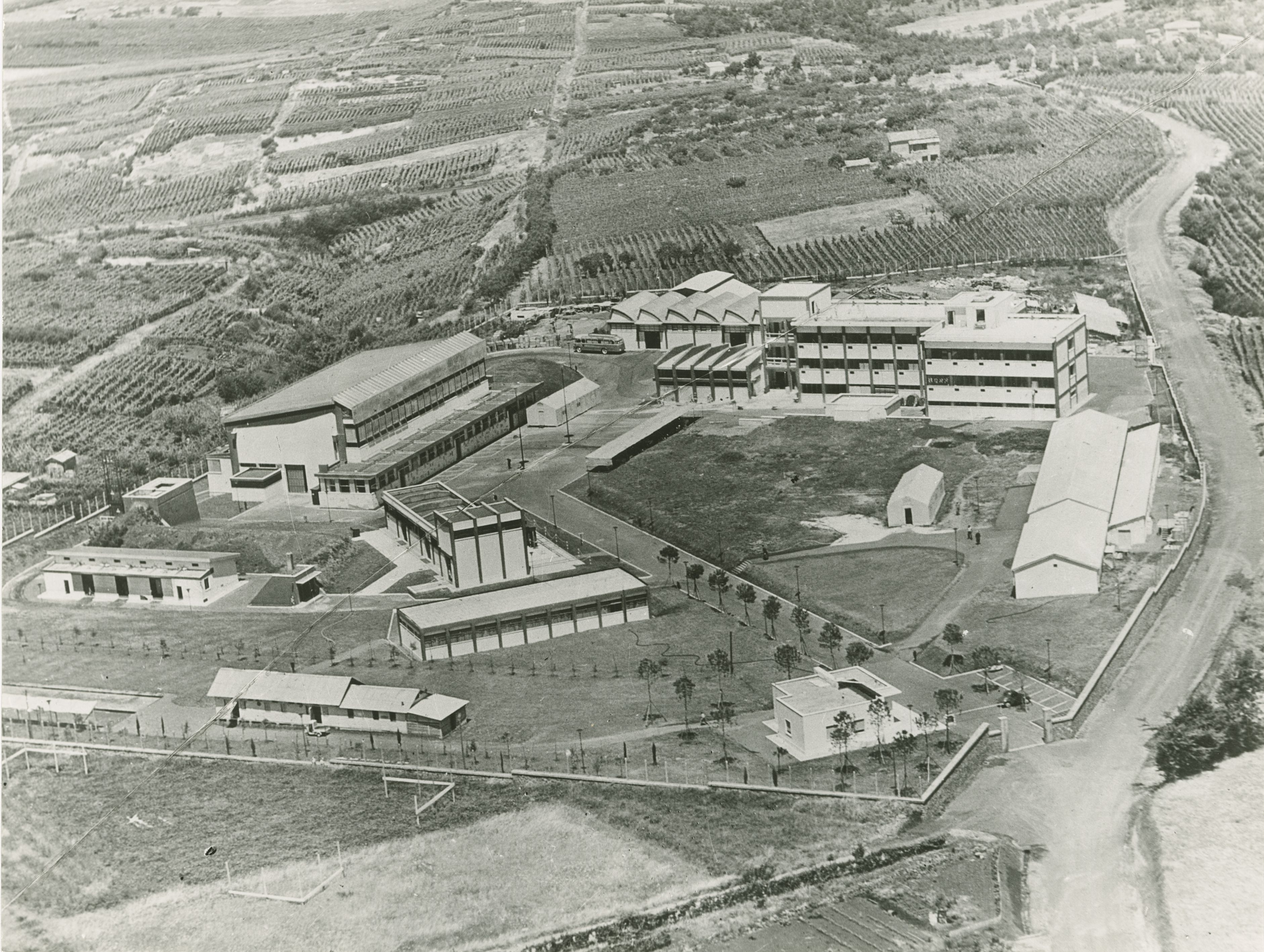
Frascati National Laboratory im Jahr 1960

In Frascati befindet sich das Europäische Weltraumforschungsinstitut (englisch European Space Research Institute - ESRIN) der ESA. Dieses ist die Zentrale für Erdbeobachtungsmissionen (z. B. ENVISAT, ERS-1, ERS-2). Außerdem beherbergt die Stadt das Kernforschungszentrum INFN (Istituto Nazionale di Fisica Nucleare), die Gesellschaft für Neue Technologien, Energie und Umwelt ENEA (Ente per le Nuove tecnologie, l'Energia e l'Ambiente) und Institute des Consiglio Nazionale delle Ricerche.

## Sonstiges
2002 wurde in Frascati Andrew Blakes Film The Villa gedreht. Die Villa Falconieri in Frascati diente in der italienischen Telenovela Elisa di Rivombrosa als Kulisse.

## Tusculaner Villen
Bereits in der Antike errichteten Angehörige des römischen Adels Villen in der Nähe von Tusculum am Fuße des gleichnamigen Berges und schätzten die Nähe zur Stadt und das milde und angenehme Klima. Seit der Renaissance wurde das Gebiet erneut von einer Wiederbelebung der Villen geprägt: Tatsächlich wählte der Päpstliche Adel des Kirchenstaates, angezogen von denselben Attraktionen, das Gebiet als Ferienort. Aus ursprünglichen Landhäusern, umgeben von Feldern und Wäldern, wurden echte Adelspaläste, gestaltet von bekannten Architekten und Künstler des 16. und 17. Jahrhunderts. Architektonische Szenografie und zahlreiche Wasserspiele schufen hier neue Typen des Italienischen Gartens. Sie befinden sich auf den Gebieten der Gemeinden Frascati, Monte Porzio Catone und Grottaferrata.

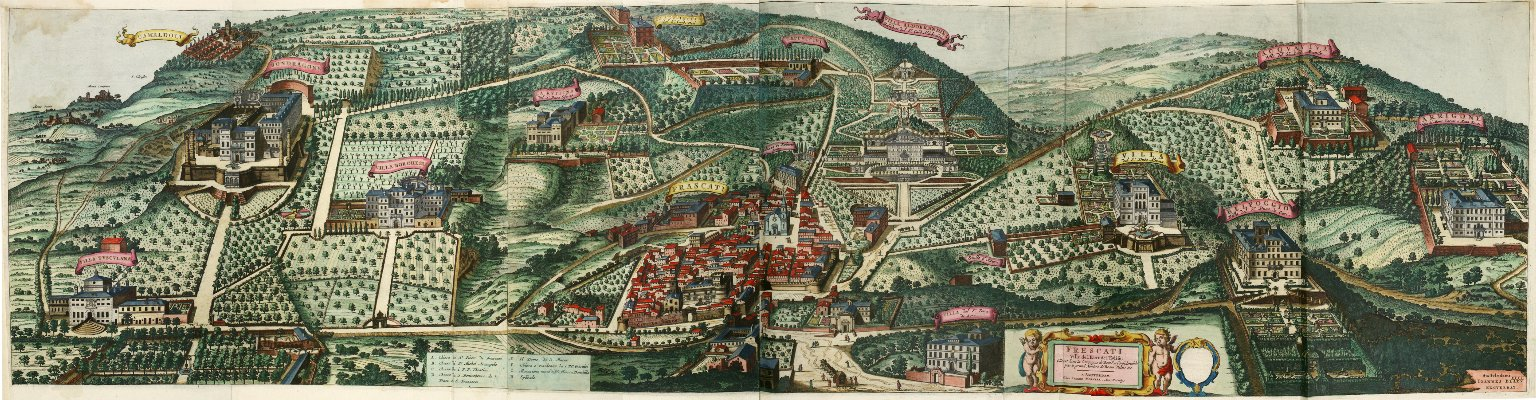
Die 12 Tusculaner Villen, von Matteo Greuter (1620)

| Bild | Name                                        | Heutige Nutzung                           | Gemeinde            |  |
| ---- | ------------------------------------------- | ----------------------------------------- | ------------------- |  |
|      | Villa Aldobrandini                          | Privat (Familie Aldobrandini)             | Frascati            |  |
|      | Villa Falconieri                            | Öffentlich (Accademia Vivarium Novum)     | Frascati            |  |
|      | Villa Lancellotti                           | Privat (Familie Lancellotti)              | Frascati            |  |
|      | Villa Sciarra                               | Öffentlich (Istituto Villa Sciarra)       | Frascati            |  |
|      | Villa Sora (Frascati)                       | Privat (Salesianerkolleg Villa Sora)      | Frascati            |  |
|      | Villa Torlonia                              | Öffentlich (Gemeinde Frascati)            | Frascati            |  |
|      | Villa Rufinella (auch: Villa Tuscolana)     | Privat (Hotel)                            | Frascati            |  |
|      | Villa Mondragone                            | Öffentlich (Universität Tor Vergata)      | Monte Porzio Catone |  |
|      | Villa Parisi (vormals Altemps und Borghese) | Privat (Familie Parisi)                   | Monte Porzio Catone |  |
|      | Villa Vecchia                               | Privat (Hotel)                            | Monte Porzio Catone |  |
|      | Villa Grazioli                              | Privat (Hotel)                            | Grottaferrata       |  |
|      | Villa Muti                                  | Gemeinde Grottaferrata (nicht öffentlich) | Grottaferrata       |  |